# Vivasayee
Vivasayee (pol. Rolnik) – indyjski film z 1967, w języku tamilskim, w reżyserii M. A. Thirumurugana.

## Obsada
- M.G. Ramachandran
- K. R. Vijaya
- Nagesh
- V. K. Ramaswamy
- Manorama
- Vijayakumari
- Lakshmi
- S. A. Ashokan
- M.N. Nambiyar

Źródło:

## Piosenki filmowe
- Nalla Nalla Nilam Parthu
- Ennama Singara
- Ipadithan Irukka Vendum
- Kadavul Enum
- Yevaridathum
- Kadhal Enthan
- Vivasayee

Twórcami ich tekstów byli Udumalai Narayana Kavi i A. Maruthakasi. Swoich głosów w playbacku użyczyli T.M. Soundararajan i P. Susheela.